# 山村亜希
山村 亜希（やまむら あき、1973年 - ）は、歴史地理学を専門とする日本の地理学者、京都大学教授。主な研究テーマは、日本の中世都市の景観史であり、テレビ番組『ブラタモリ』への出演などでも知られる。

## 経歴
広島県三次市生まれ。1992年に広島大学附属福山高等学校を卒業した。
1996年、京都大学文学部文化行動学科地理学専攻を卒業して大学院文学研究科行動文化学専攻地理学専修に進学し、1998年に修士課程、2001年に博士後期課程を修了、博士論文「日本中世都市の空間構造に関する歴史地理学的研究」により博士（文学）を取得した。博士後期課程在学中は日本学術振興会特別研究員（DC1）であった。
2001年から2003年9月まで、京都大学総合博物館に助手として勤務した後、2003年10月から愛知県立大学文学部日本文化学科講師に転じ、2006年に助教授に昇任、2007年に制度変更により准教授となり、さらに2009年には改組に伴い日本文化学部歴史文化学科准教授となった。
2015年、京都大学大学院人間・環境学研究科共生文明学専攻准教授となり、2019年に教授に昇任、2020年には改組により大学院地球環境学堂地球益学廊教授となった。
この間、各地の公的委員を多数歴任している。
また、テレビ番組『ブラタモリ』では、案内役の専門家として、名古屋・熱田編、酒田編、静岡編に出演した。

## おもな著書

### 単著
- 中世都市の空間構造、吉川弘文館、2009年　オンデマンド版　2024年　ISBN　9784642728829
  - 第11回人文地理学会学会賞（学術図書部門）を受賞[7]

### 共著
- （金田章裕、前島勝憲との共著）最新 世界地図 令和新訂版、東京書籍、2022年

### 共編著
- （竹中克行、大城直樹、梶田真との共編著）人文地理学、ミネルヴァ書房、2009年

### 共訳
- （米家泰作、上杉和央との共訳）ブライアン・グレアム、キャサリン・ナッシュ（英語版）編、モダニティの歴史地理（上・下）、古今書院、2005年